# Amédée-François Frézier
Amédée-François Frézier, francoski vojaški inženir, matematik, vohun in raziskovalec, * 1682, † 26. oktober 1773.
Na Univerzi v Parizu je študiral znanost in teologijo, nato pa je odpotoval v Italijo, kjer je študiral umetnost in arhitekturo. Zaradi svojih zaslug v znanstvenem preučevanju francoskih kolonij v novem svetu je bil leta 1752 izvoljen v Francosko akademijo znanosti.